# Alchemilla brevidens
Alchemilla brevidens é uma espécie de rosácea do gênero Alchemilla, pertencente à família Rosaceae.